# NGC 6870
NGC 6870 ist eine Spiralgalaxie vom Hubble-Typ Sab im Sternbild Teleskop am Südsternhimmel. Sie ist schätzungsweise 131 Millionen Lichtjahre von der Milchstraße entfernt und hat einen Durchmesser von etwa 100.000 Lichtjahren.
Im selben Himmelsareal befinden sich u. a. die Galaxien NGC 6861, NGC 6868, IC 4943.
Das Objekt wurde am 7. Juli 1834 von John Herschel entdeckt.